# Полуянов, Григорий Павлович
Григо́рий Па́влович Полуя́нов (1922—1945) — советский военный лётчик. Участник Великой Отечественной войны. Герой Советского Союза (1945). Гвардии старший лейтенант.

## Биография
Григорий Павлович Полуянов родился 14 октября 1922 года в селе Нижние Деревеньки Льговского уезда Курской губернии РСФСР (ныне село Льговского района Курской области Российской Федерации) в рабочей семье. Русский. Окончил неполную среднюю школу (ныне школа № 7). До призыва в армию жил и работал в городе Сталиногорске.
В ряды Рабоче-крестьянской Красной Армии Г. П. Полуянов был призван Сталиногорским городским военкоматом 25 декабря 1940 года. Окончил военное авиационное училище. С июня 1942 года служил в 10-м отдельном учебно-тренировочном полку. В боях с немецко-фашистскими захватчиками гвардии младший лейтенант Г. П. Полуянов с 13 марта 1944 года на 4-м Украинском фронте в должности лётчика 1-й авиационной эскадрильи 136-го гвардейского штурмового авиационного полка 1-й гвардейской штурмовой авиационной дивизии 8-й воздушной армии. Воевал на штурмовике Ил-2. Участвовал в Крымской операции, отличившись при прорыве немецкой обороны на Сиваше и Перекопском перешейке. В боях за Крым совершил 13 боевых вылетов на штурмовку и бомбардировку войск противника, в ходе которых уничтожил 3 автомашины с военными грузами, 2 бронетранспортёра и склад с боеприпасами. 9 апреля 1944 года Григорий Павлович в районе села Пасурман авиабомбами уничтожил переправу через озеро Солёное. 15 апреля 1944 года, несмотря на сильный зенитный огонь, гвардии младший лейтенант Г. П. Полуянов прорвался к немецкому аэродрому на мысе Херсонес и уничтожил два немецких транспортных самолёта Ю-52.
В июне 1944 года 1-я гвардейская штурмовая авиационная дивизия была переброшена на 3-й Белорусский фронт и включена в состав 1-й воздушной армии. С 22 июня 1944 года старший лётчик 1-й авиаэскадрильи 136-го гвардейского штурмового авиационного полка Г. П. Полуянов участвовал в Белорусской стратегической операции. В ходе Витебско-Оршанской фронтовой операции и особенно при прорыве обороны противника под Оршей гвардии младший лейтенант Полуянов в результате штурмовых и бомбовых ударов уничтожил 4 немецких танка, 5 артиллерийский батарей и 15 автомашин. Так 26 июня 1944 года в районе посёлка Копысь, мастерски преодолев заградительный огонь более чем 30 зенитных пушек «Эрликон», он поджёг два немецких танка и 5 автомашин с военными грузами. В тот же день при разрушении транспортной инфраструктуры врага на участке железной дороги Орша — Коханово Григорий Павлович прямым попаданием авиабомбы разрушил железнодорожное полотно, уничтожил паровоз, 5 вагонов и 3 платформы с танками. За отличие в Оршанско-Витебской операции Григорий Павлович был произведён в лейтенанты и награждён сразу двумя правительственными наградами — орденами Красного Знамени и Отечественной войны 1 степени. Вскоре он был назначен на должность заместителя командира 1-й авиационной эскадрильи. В рамках операции «Багратион» лейтенант Г. П. Полуянов участвовал в Вильнюсской, Каунасской и Гумбиннен-Гольдапской операциях, а в рамках Прибалтийской стратегической операции — в Мемельской операции.
13 января 1945 года началась Восточно-Прусская операция, в ходе которой гвардии лейтенант Г. П. Полуянов неоднократно водил группы Ил-2 на штурмовку и бомбардировку скоплений войск противника и его военной инфраструктуры. Только за два дня боёв группы Полуянова уничтожили свыше 60 автомашин и 30 повозок с грузами, 6 бронетранспортёров, 2 танка, 4 самоходные артиллерийские установки, 4 склада с боеприпасами и до 3-х рот пехоты противника. 28 января 1945 года Г. П. Полуянов водил группу на штурмовку аэродрома Зеераппен, в ходе которой было уничтожено более 10 самолётов противника. Зимой 1945 года Григорию Павловичу было присвоено звание старшего лейтенанта. Всего к марту 1945 года он совершил 105 боевых вылетов, из которых 47 вылетов совершил в качестве ведущего. В ходе штурмовых и бомбовых ударов им было уничтожено 11 танков, 4 САУ, до 70 автомашин с грузами, 3 бронетранспортёра, 1 склад с боеприпасами и 3 склада с горючим, 2 паровоза и 6 вагонов и до двух рот пехоты противника. В результате действий Полуянова был подавлен огонь 11 батарей полевой артиллерии, 8 батарей малокалиберной и 4 батарей крупнокалиберной зенитной артиллерии, возникло свыше 40 очагов пожаров.
11 марта 1945 года Григорий Павлович был представлен к званию Героя Советского Союза, однако 18 марта 1945 года во время 110-го боевого вылета при налёте на аэродром Хайлигенбайль Г. П. Полуянов был тяжело ранен осколком зенитного снаряда, а самолёт повреждён. С трудом он посадил машину на вражеской территории в районе современной польской деревни Кандыты и потерял сознание. Воздушный стрелок гвардии младший сержант Б. П. Вайсброт вытащил его из горящего самолёта, однако оба были пленены немцами. На допросе гвардии старший лейтенант Г. П. Полуянов отказался отвечать на вопросы немецкого офицера и был расстрелян. Б. П. Вайсброт выжил и в скором времени бежал из плена. Благодаря ему стали известны обстоятельства гибели Полуянова. Позднее тело Григория Павловича было найдено однополчанами. Первоначально его похоронили в Растенбурге. 9 мая 1965 года его останки были перезахоронены в братской могиле в Гижицко. Звание Героя Советского Союза гвардии старшему лейтенанту Полуянову Григорию Павловичу было присвоено указом Президиума Верховного Совета СССР 19 апреля 1945 года.

## Награды
- Медаль «Золотая Звезда» (19.04.1945);
- орден Ленина (19.04.1945);
- три ордена Красного Знамени (27.04.1944; 03.07.1944; 24.10.1944);
- орден Александра Невского (22.02.1945);
- орден Отечественной войны 1 степени (27.08.1944).

## Память
- Мемориальная доска в честь Героя Советского Союза Г. П. Полуянова установлена на здании школы № 7 в селе Нижние Деревеньки Льговского района Курской области.
- Имя Героя Советского Союза Г. П. Полуянова увековечено на Мемориале павшим в Великой Отечественной войне в городе Новомосковске Тульской области.

## Документы
- Общедоступный электронный банк документов «Подвиг Народа в Великой Отечественной войне 1941—1945 гг.» Дата обращения: 31 июля 2012. Архивировано из оригинала 13 марта 2012 года.

Представление к званию Героя Советского Союза. Дата обращения: 31 июля 2012. Архивировано 30 сентября 2012 года.
Г. П. Полуянов в наградном списке. Дата обращения: 31 июля 2012. Архивировано 30 сентября 2012 года.
Указ Президиума Верховного Совета СССР о присвоении звания Героя Советского Союза. Дата обращения: 31 июля 2012. Архивировано 30 сентября 2012 года.
Орден Красного Знамени (наградной лист, приказ о награждении от 27.04.1944). Дата обращения: 31 июля 2012. Архивировано 30 сентября 2012 года.
Орден Красного Знамени (наградной лист, приказ о награждении от 03.07.1944). Дата обращения: 31 июля 2012. Архивировано 30 сентября 2012 года.
Орден Красного Знамени (наградной лист, приказ о награждении от 24.10.1944). Дата обращения: 31 июля 2012. Архивировано 30 сентября 2012 года.
Орден Александра Невского (наградной лист и приказ о награждении). Дата обращения: 31 июля 2012. Архивировано 30 сентября 2012 года.
Орден Отечественной войны 1-й степени (наградной лист и приказ о награждении. Дата обращения: 31 июля 2012. Архивировано 30 сентября 2012 года.
- Обобщенный банк данных «Мемориал». Дата обращения: 31 июля 2012. Архивировано из оригинала 10 мая 2012 года.

ЦАМО, ф. 33, оп. 11458, д. 742. Дата обращения: 31 июля 2012. Архивировано 30 сентября 2012 года.
ЦАМО, ф. 33, оп. 11458, д. 651. Дата обращения: 31 июля 2012. Архивировано 30 сентября 2012 года.